# Coppa del mondo di marcia 1979
La Coppa del mondo di marcia 1979 (1979 IAAF World Race Walking Cup) si è svolta a Eschborn, in Germania Ovest, nei giorni 29 e 30 settembre. Questa edizione della manifestazione ha ufficializzato l'evento femminile (5 km).

## Medagliati

### Uomini
| Specialità     | Oro             | Prestazione | Argento             | Prestazione | Bronzo             | Prestazione |
| 20 km          | Daniel Bautista | 1h18'49"    | Boris Jakovlev      | 1h19'46"    | Nikolaj Vinničenko | 1h20'05"    |
| 50 km          | Martín Bermúdez | 3h43'36"    | Enrique Vera Ibáñez | 3h43'59"    | Viktor Dorovskich  | 3h45'51"    |
| Gara a squadre | Messico         | 240 pt.     | Unione Sovietica    | 235 pt.     | Germania Est       | 201 pt.     |

### Donne
| Specialità     | Oro           | Prestazione | Argento     | Prestazione | Bronzo         | Prestazione |
| 5 km           | Marion Fawkes | 22'51"      | Carol Tyson | 22'59"      | Thorill Gylder | 23'08"      |
| Gara a squadre | Regno Unito   | 185 pt.     | Svezia      | 180 pt.     | Norvegia       | 160 pt.     |